# ミドリ安全

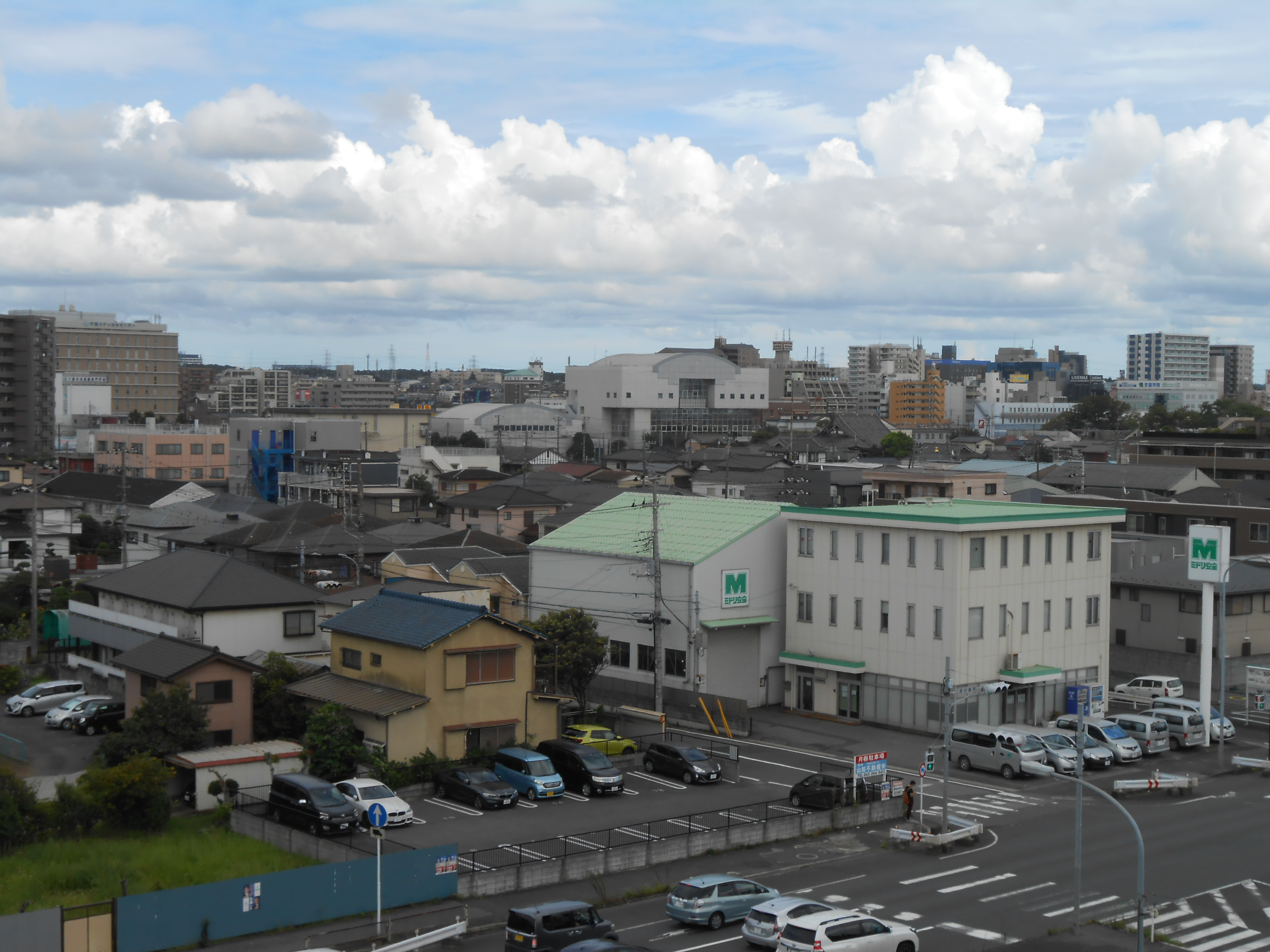
ミドリ安全株式会社千葉支店（千葉県千葉市中央区今井一丁目）

ミドリ安全株式会社（みどりあんぜん）は東京都渋谷区広尾に本社を置く、産業用安全衛生保護具・環境改善機器・電気計測器など安全衛生に関連する用品・機材の製造販売を行う企業である。企業規模としては安全衛生保護具業界最大であり、特に安全靴及び、ワーキングウェア（作業服）については国内トップシェアである。また、安全衛生に関するコンサルタント業務も行っている。
※第一種衛生管理者合格者数1052名（2024年1月20日現在）

## 営業拠点
支社27
支店41・営業所4
販売会社66社（133か所）
計178地域販売拠点
（2023年5月21日現在）

## 沿革
- 1952年：緑災害防具株式会社として設立。
- 1955年：製造部門として、ミドリ安全工業株式会社を新たに設立。
- 1963年：倉敷紡績株式会社と提携し、衣料部を設置。ワーキングウェア（作業服）の製造販売を開始する。
- 1964年：安全靴専門工場として、石川工場（福島県石川郡石川町）を設置。
- 1968年：本社を東京都渋谷区広尾に移転。環境機器事業部を設置。
- 1971年：計測器等の研究開発推進のため、電気研究所を設置。
- 1972年
  - アメリカ合衆国ジュネスコ社と、靴（セダークレスト）に関する業務提携を開始。
  - 衣料部門を独立。ミドリ安全衣料株式会社を設立。
  - 産業用品部を独立。ミドリ安全用品株式会社を設立。
- 1973年：ブラジルサンパウロにアトランティカ皮革工業株式会社を設立。
- 1974年
  - 米国ウェスティングハウス社と技術提携。酸素発生型呼吸器の研究開発に着手。
  - ミドリ電機製造株式会社を設立。環境改善機器・電気機器の製造販売を開始。
- 1980年：ミドリ安全サービス株式会社を設立。
- 1982年：ミドリ安全工業が米国レッドウィング社と販売契約を締結、事業部を設置する。
- 1985年：神奈川県大和市にミドリ電子株式会社を設立。電気計測器・遠隔監視装置等の製造を担う。
- 1986年：ヴェルデトレイディング株式会社を設立、製品の輸出入を担う。
- 1987年：ミドリ安全衣料をエムシーアパレル株式会社に商号変更。
- 1988年
  - 中華人民共和国広東省広州市に日中合弁の「広東東方友誼服飾有限公司」を設立。
  - ミドリ電子株式会社本社工場を長野県埴科郡戸倉町に移転。
- 1989年：スイス・チューリッヒルーワ社とフィルタ・クリーンルーム技術に関するライセンス契約を締結。
- 1990年：香港に緑安全（香港）有限公司を設立。
- 1991年：宮城県白石市に株式会社ミドリテクノパークを設立。
- 1993年：SC-3型が、同社製保護帽（ヘルメット）としては初めてグッドデザイン賞を受賞する。
- 1994年
  - 埼玉県草加市に株式会社ミドリテクノサービスを設立。
  - 保護帽の製造に関して佐野プラスチックよりOEM供給を受けていたところを自社生産に変更。
- 1995年
  - 中華人民共和国浙江省海塩県に日中合弁の「嘉興緑安制衣有限公司」を設立。
  - ミドリ安全工業新社屋（草加テクニカルセンター）完成。
  - ミドリ安全工業株式会社と11月21日付で合併。
- 1997年：中華人民共和国上海に「上海緑安全貿易有限公司」を設立。
- 1999年：ミドリ安全エコテックをミドリ安全エア・クオリティ株式会社に商号変更。
- 2000年：本社、情報システム部ほか にてISO14001認証を取得。「広州緑北洋皮革制品有限公司」を設立。
- 2001年：東北ミドリ安全工業株式会社にてISO9002認証を取得。
- 2002年：ラチェット式ヘッドバンド「RAバンド」を発売。（ヘルメット内装品）
- 2003年：保護帽取付型の拡声器を発売。埼玉県草加市に「新物流センター」完成。
- 2004年：一体成型品としては同社初の透明ひさし付保護帽SC-11/12PCLシリーズを発売。
- 2006年：メキシコにMACNP MEXICANAを設立。
- 2007年
  - 2月13日：新社屋建設のため、五反田TOCビル（東京都品川区西五反田）に仮移転。
  - 12月3日：安全衛生用品通販サイト「ミドリ安全.com」のテスト稼働を開始。
- 2008年
  - ラオスでの安全靴工場操業開始。
  - 5月21日 - 安全衛生用品通販サイト「ミドリ安全.com」本稼働開始。
- 2009年
  - 本社（広尾）竣工。3月16日より新社屋ビルにて営業開始。
  - ベトナム・ハノイ市に「MIDORI APPAREL VIETNAM」（MAV）設立・操業開始。
  - 10月21日：業界初のフルフェイスシールド面内蔵保護帽SC-15PCLSシリーズ（愛称：侍）を発売。
  - Amazon.co.jp に商材掲載を開始（B2C向けにミドリ安全商品の販売を開始）。
- 2010年
  - フルフェイスシールド面内蔵保護帽 侍シリーズ（SC-15）が2010年度グッドデザイン賞を受賞。
  - Yahoo! JAPANに出店（ミドリ安全.com Yahoo!ショップ）。
- 2011年
  - 7月12日：タイ王国にて「MIDORI ANZEN THAILAND CO., LTD.」設立・営業開始。
  - 7月14日：ラオスにて安全靴第2工場操業開始。
  - 楽天市場に出店（ミドリ安全 楽天市場店）。
- 2012年3月30日：屋根上作業（低層住宅用）墜落防止対策システム「ラクボ」が厚労省通達にて安全な工法として推進される。
- 2013年
  - 医療向けユニフォーム「VERDEXCEL SCRUB（ベルデクセル スクラブ）」開発・販売開始。
  - 加硫促進剤を使わない「手にやさしい手袋」「CheMax 7th Sense（キマックス セブンスセンス）」開発・販売開始。
  - 安全靴「PROTECTOES5（プロテクトゥーズ・ファイブ）」樹脂先芯タイプ 開発・販売開始。
  - 8月21日：「超耐滑シューズ」「HiGRIP THE 3rd （ハイグリップ・ザ・サード」 第3世代HiGRIP 開発・販売開始。
  - ベトナム・ホアビン省に「MIDORI APPAREL VIETNAM HOA BINH」（MAVH）設立・操業開始。
- 2014年
  - ベトナム・クアンナム省に「MIDORI SAFETY FOOTWEAR VIETNAM CO., LTD.」（MFV）設立・操業開始。
  - 10月1日：公益財団法人日本デザイン振興会主催「グッドデザイン賞」内、「グッドデザイン・ロングライフデザイン賞」を受賞。
- 2015年：カンボジア・プノンペン経済特別区に「MIDORI TECHNO PARK CAMBODIA CO., LTD.」設立・操業開始。
- 2015年11月1日：ミドリホクヨーをミドリオートレザー株式会社に商号変更。
- 2016年
  - MAC North Pacific, Inc.をMIDORI AUTO LEATHER NORTH AMERICA,INC.に商号変更。
  - MACNP MEXICANA, S.A. DE C.V.をMIDORI AUTO LEATHER MEXICANA S.A. DE C.V.に商号変更。
  - MIDORI ATLANTICA BRASIL INDUSTRIAL LTDA.をMIDORI AUTO LEATHER BRASIL LTDA.に商号変更。
  - 広州緑北洋皮革制品有限公司を美多緑汽車皮革（広州）有限公司 に商号変更。
  - 嘉興緑北洋皮革有限公司を嘉興美多緑汽車皮革有限公司 に商号変更。
  - 浅川衣料をミドリ浅川衣料株式会社 に商号変更。
  - 久慈衣料をミドリ久慈衣料株式会社 に商号変更。
- 2017年：エコマークアワード最優秀賞受賞。
- 2018年：大阪市此花区に「関西物流センター」開設。ドイツにMIDORI AUTO LEATHER GERMANYを設立。
- 2019年：埼玉県越谷市に「ユニフォームステーション」開設。
- 2022年：創業70周年に伴い、仕事猫とのコラボレーションを行う。
- 2023年：神奈川県横浜市に「第二本社ビル」完成。

## 取扱商品

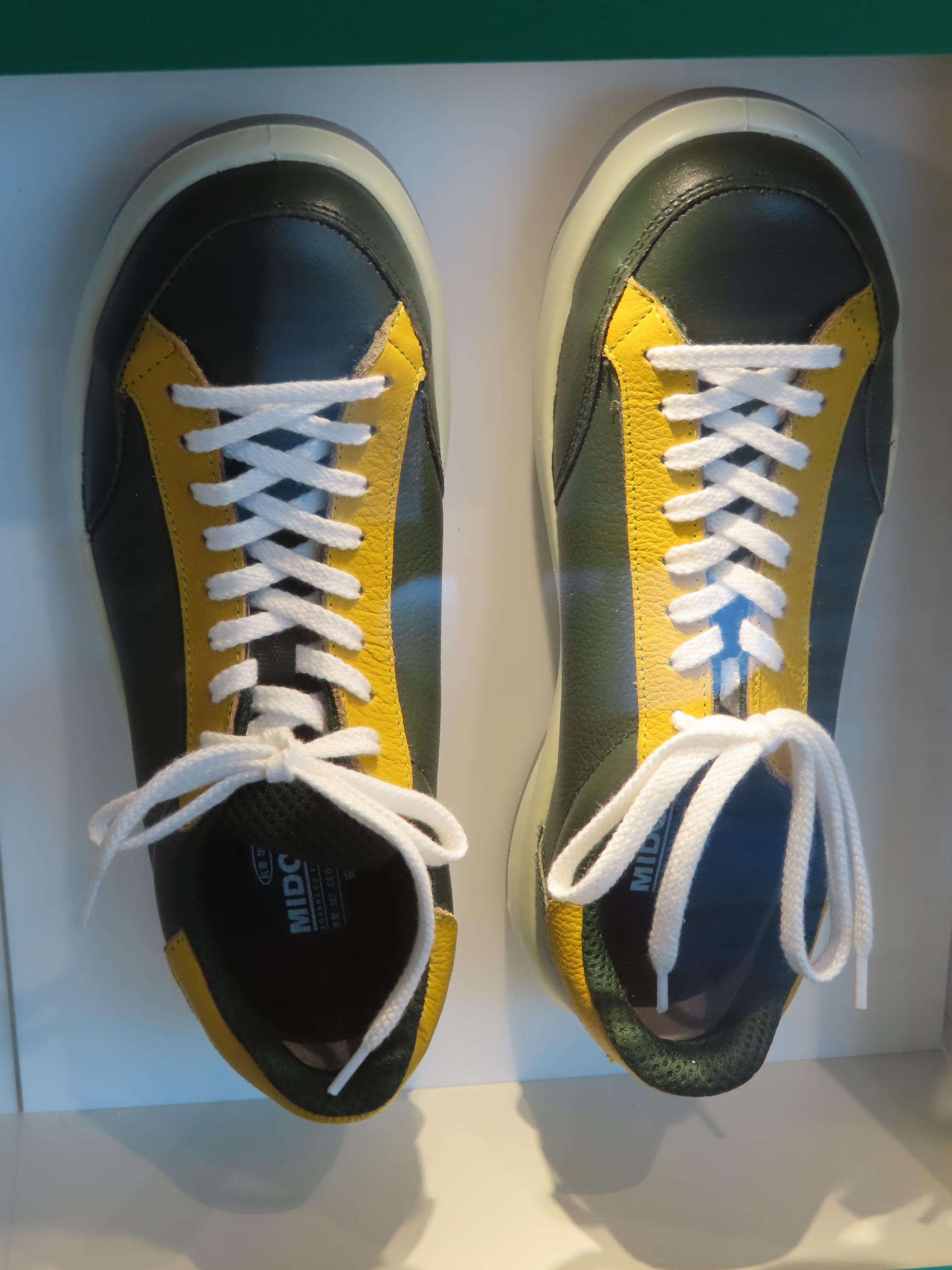
ミドリ安全製の安全靴。ヤマト運輸で採用されている「SDシューズ」

- 安全靴・作業靴

環境配慮型安全靴「エコスペック」
ウレタン2層底快適安全靴「G3シリーズ」等
新ラバー2層底安全靴「ラバーテック」
消防仕様・救急隊仕様安全靴
静電気対策シューズ（静電靴）「エレパス」
滑りに強い靴（耐滑靴）「ハイグリップ」・「コナグリップ」・「ヤネグリップ」等
小指も守る安全靴「プロテクトウーズ5（PROTECTOES5）」
ナースシューズ　「メディカルエレパス（静電気対策仕様）」・「ケアセフティ」
氷の上でも滑らない 寒冷地用耐滑安全靴「ワラグリップ」
JSAA規格スニーカータイプ作業靴「ワークプラス」
安全靴のプロが作ったこだわりの「スノートレッキングシューズ（スノトレ）」MPS150・MPS155・MPS140
超耐滑+安全+静電+エアクッション搭載の安全作業靴 「パーフェクトワークプラス」ISA805
ワーク女子力作業靴「女性用作業靴」 MWJ115
- 安全衛生保護具

保護帽「侍ヘルメット」・マスク・保護メガネ・作業手袋・安全帯・呼吸用保護具・保護衣等
保護帽：ABS・PC・FRP・PE製、遮熱、低層住宅向け、小・特大サイズ、メッティーノ、ベンチレーション、軽作業帽等
マスク：送気マスク、使い捨て防じんマスク、簡易衛生マスク、防毒マスク、防災用マスク、消臭マスク（ケスモンマスク）等
保護めがね：ウベックス（UVEX）、ビジョンベルデ、3Mなど
作業手袋：耐切創防止手袋（イエローガード、ホワイトガード、ケブラー）、ベルテシリーズ、耐熱手袋、KARBON HEX、ATG作業手袋等
安全帯：ハーネス型安全帯、一般高所作業用安全帯、柱上用安全帯等
- 電気計測器（絶縁監視装置、クランプ・リークメーター他）
- 医療用具（O2パック、浮遊菌サンプラー、AED他）
- 環境改善機器
- 空気清浄機・分煙機「パルクリーン」・殺菌機能付き空気清浄機「ステラエアー」
- 作業服・事務服

動きやすさを徹底的に追求した作業ユニフォーム「VERDEXCEL（ベルデクセル）」
動きやすさを更に追求した医療向けスクラブ「VERDEXCEL SCRUB（ベルデクセルスクラブ）」
体の動きを追求した「服装解剖学」から生まれた新立体裁断構造「VERDEXCEL FLEX TUNIC（ベルデクセルフレックスチュニック）」
腰に掛かる重負担を軽減する「楽腰（らくよう）パンツ」
- 静電気対策機器
- クリーンルーム対策機器・イオナイザー（ポラリティチェンジ方式）
- 防災用品

エマージェンシーキット、転倒防止器具「リンクストッパー」、非常食「ミドリのサバイバルパン」他
- 熱中症対策用品

電解質（塩分）補給サポートキャンディ「塩熱飴」・「塩熱飴スポーツ」：2016年販売終了
電解質（塩分）補給サポートサプリメント「塩熱サプリ」・「塩熱サプリPTPシート」
電解質（塩分）+BCAA補給サポートキャンデー「塩熱飴アミノプラス」
電解質（塩分）補給サポートサプリメントグミ「塩熱グミ」
電解質（塩分）+糖質 経口補水理論に基づいた電解質組成のキャンディ「経口補水塩熱飴」
電解質（塩分）補給サポートサプリメント「塩熱サプリ くちどけ」
電解質（塩分）補給サポートキャンディ「塩熱飴PRO」
- 新型インフルエンザ対策用品

期間対策セット（個人用40日/14日・女性子供用・出張者用・感染対策用）
N95マスク、サージカルマスク、バリエールマスク、消毒剤等
- PM2.5対策用品
- 火山灰対策用品（使い捨て防じんマスク・安全ゴーグル・ヘルメット・作業手袋・合羽等）
- アスベスト対策用品
- 食品産業向け用品（短靴・長靴・ニトリル手袋・洗剤・マスク・ワイパー等）

滑りに強い靴「HiGRIP（ハイグリップ）」（水・油向け）（グレーチング向け）（足を守る・先芯装着品等）
粉職場専用 滑らない靴「KONAGRIP（コナグリップ）」
超耐滑シューズ「HiGRIP THE 3rd（ハイグリップ・ザ・サード」第3世代HiGRIP
加硫促進剤を使わない「手にやさしい手袋」「CheMax 7th Sense （キマックス セブンスセンス）」
異物混入対策対応白衣「PROWHITE （プロホワイト）」
使い易い グリーストラップ専用油吸着コットンシート「油吸綿（ゆきゅうめん）」
- 花粉対策用品（保護メガネ・サージカルマスク・鼻マスク）
- ナノマテリアル関連作業（ばく露防止対策用品）
- 屋根上作業（低層住宅用）墜落防止及び、太陽電池パネル取付工事安全対策システム 「ラクボ」
- 雪おろし対策用品 （雪おろしラクボ）
- 口蹄疫（こうていえき）対策用品（防護服・保護メガネ・マスク・手袋・長靴他）
- 腰部保護ベルト（腰痛予防対策商品）

アウター&インナー兼用「楽腰帯 （らくようたい）」（男性用・女性用）
インナー専用ベルト「スーパーリリーフ」（男女兼用）
インナータイプ「リリーフレディ」（女性専用）
介護向けインナータイプ「スリムリリーフ」（男女兼用）
- ハチ刺され対策用品（蜂防護服・防護インナー・頭部防護ネット・ポイズンリムーバー・防護手袋・殺虫剤）
- 腰部保護ベルト一体型ゴルフパンツ MIDORI PF1 「腰の悩みを気にせず、思い切りゴルフを楽しみたいすべての人へ。」

## 関連会社

### 国内
- ミドリ安全用品株式会社
- エムシーアパレル株式会社：社名は「MIDORI CREATIVE APPAREL」に由来する。
- ミドリ久慈衣料株式会社：2016年6月21日に現商号に変更。
- ミドリ浅川衣料株式会社：2016年6月21日に現商号に変更。
- 東北ミドリ安全工業株式会社
- ミドリ千厩工業株式会社：2017年5月21日に現商号に変更。
- ミドリ鮭川工業株式会社：2017年5月21日に現商号に変更。
- ミドリ電子株式会社
- ミドリ電機製造株式会社
- 株式会社ミドリテクノパーク
- ミドリオートレザー株式会社：2015年11月1日に、ミドリホクヨー株式会社から社名変更。
- ヴェルデトレイディング株式会社
- ミドリインターナショナル株式会社
- ミドリ安全サービス株式会社
- ミドリ安全エア・クオリティ株式会社
- ミドリロジスティクス株式会社
- 株式会社エムシーピー
- 株式会社ミドリ安全縫技研究所
- ミドリ安全厚生年金基金
- ミドリ安全健康保険組合
- ミドリ安全ホールディング株式会社

### 海外
- 中華人民共和国
  - 広東東方友誼服飾有限公司
  - 嘉興緑安制衣有限公司（浙江省海塩県）
  - 緑安全香港有限公司
  - 上海緑安全貿易有限公司
    - 北京分公司
    - 廣州分公司

  - 緑安全上海空気浄化設備有限公司
  - 美多緑汽車皮革（広州）有限公司
  - 嘉興美多緑汽車皮革有限公司
  - 広州市緑安誼服飾有限公司（広東省）
  - 廣州信成貿易有限公司
- アメリカ
  - MIDORI AUTO LEATHER NORTH AMERICA,INC.
- ブラジル
  - MIDORI AUTO LEATHER BRASIL LTDA.
- メキシコ
  - MIDORI AUTO LEATHER MEXICANA S.A. DE C.V.
  - MIDORI NANJO AUTO INTERIOR, S.A.de C.V.
- ラオス
  - LAO MIDORI SAFETY SHOES Co., LTD.
- ベトナム
  - MIDORI APPAREL VIETNAM CO., LTD. （MAV）
  - MIDORI APPAREL VIETNAM HOA BINH CO., LTD. （MAVH）
  - MIDORI SAFETY FOOTWEAR VIETNAM CO., LTD. （MFV）
- カンボジア
  - MIDORI TECHNO PARK CAMBODIA Co., LTD.
- マレーシア
  - MIDORI ANZEN MALAYSIA SDN,BHD.
- タイ
  - MIDORI ANZEN THAILAND Co., LTD.

## 企業理念
- 「安全・健康・快適職場への奉仕」
- 「次の安全へ 次の安心へ」

## テレビ番組
- 日経スペシャル カンブリア宮殿：働く人の「困った」を解決して大躍進！ 知られざる「ミドリ安全」の秘密（2020年1月23日、テレビ東京）[2]

## テレビ提供番組
- ビートたけしのTVタックル
- スーパーJチャンネル
- 報道ステーションSUNDAY
- ここがポイント!!池上彰解説塾
- 池上彰のニュースそうだったのか!!：2015年4月11日より。